# Suwałki
Suwałki är en stad i Podlasiens vojvodskap i nordöstra Polen.

## Historia
Staden tillhörde länge Ryssland, där den var huvudort i guvernementet Suvalki.
Under första världskriget besatte
tyskarna Suwałki under Hindenburg 14 september 1914 och tillkämpade sig 1-3 oktober i dess närhet en avgörande seger över ryssarna.

## Kända personer
Ulf Adelsohn och Harald Adelsohn har på sina fäders sida härstamning från Suwalki.